# Gruszewnia
Gruszewnia – wieś w Polsce, położona w województwie śląskim, w powiecie kłobuckim, w gminie Kłobuck.
Przez wieś przebiega droga krajowa nr 43 łącząca Częstochowę z Wieluniem.

## Integralne części wsi
| SIMC    | Nazwa    | Rodzaj    |
| ------- | -------- | --------- |
| 0133899 | Teofilów | część wsi |

## Historia
Powstanie Gruszewni szacuje się na przełom XIV i XV wieku. Tereny obecnej wsi oraz Libidzy i Białej należały do właściciela ziemskiego z Częstochowy o nazwisku Biel. Człowiek ten podzielił (wydzierżawił lub sprzedał) ziemię pomiędzy chłopów i tak powstały pierwsze osady w Gruszewni. Według przekazu najstarszych mieszkańców nazwa miejscowości pochodzi od rosnących wzdłuż drogi dojazdowej do pól rozłożystych drzew gruszy.
W latach 1975–1998 miejscowość administracyjnie należała do ówczesnego województwa częstochowskiego.

## Geografia
Obszar miejscowości charakteryzuje się nieznacznym zróżnicowaniem powierzchni terenu. Gleby charakteryzują się mało zróżnicowanym składem granulometrycznym. Wynika to z faktu, że zostały one wytworzone ze skał osadowych w czwartorzędzie w postaci różnoziarnistych piasków, żwirów i głazów wodno-lodowcowych oraz glin zwałowych szarobrunatnych. Przeważający udział mają gleby lekkie wytworzone z piasków gliniastych. Gleby te są przydatne dla roślin o małych wymaganiach glebowych. Udział gleb średnich, lepszych rolniczo, jest znacznie mniejszy, natomiast brak jest najkorzystniejszych dla potrzeb rolnictwa gleb ciężkich i bardzo ciężkich. Dominują gleby bielicowe i brunatne kwaśne, występują również gleby mułowe i torfowe.
Gruszewnia położona jest w strefie umiarkowanego klimatu środkowo-europejskiego powodującego słoneczną pogodę latem i jesienią oraz zachmurzenie, deszcze, odwilże i mgły w okresie zimowym.